# Міжнародне економічне право
Міжнародне економічне право (скор. МЕП) — це система норм і принципів, що регулюють відносини між державами та міжнародними організаціями в процесі міжнародного економічного співробітництва, та є самостійною галуззю міжнародного публічного права.
Серед різних концепцій МЕП виділяють дві:
1. міжнародне економічне право — галузь міжнародного публічного права. Норми МЕП — це частина міжнародного публічного права. Вони створюються суб'єктами міжнародного права і використовуються для урегулювання відносин, що виникають між ними;
2. в систему МЕП слід включати також норми внутрішнього права, які регулюють міжнародну господарську діяльність.

Першу концепцію розробив англійський юрист Г. Шварценбергер, який стверджував, що міжнародне економічне право — галузь міжнародного публічного права. Воно включає в себе компоненти: 
- володіння природними ресурсами та їх експлуатація;
- виробництво та розподіл товарів;
- невидимі міжнародні угоди господарського або фінансового характеру;
- кредити та фінанси;
- відповідні послуги;
- статус і організація суб'єктів, які здійснюють таку діяльність.

Г. Шварценбергер підкреслював, що МЕП охоплює лише ті економічні аспекти, котрі є об'єктом впливу міжнародного публічного права, і виключав внутрішнє регулювання, оскільки при цьому не створюються єдині для всіх держав норми і принципи.
Аналогічної точки зору дотримується і нідерландський юрист П. Верлорен ван Темаат. Він вважає, що до предмета МЕП не можуть включатися національні норми, які регулюють зовнішні економічні зв'язки, і норми міжнародного приватного права. Близька до цієї і позиція італійського вченого П. Піконе, французького — П. Вейля, американського — В. Леві.
Друга концепція окреслена німецькими юристами П. Фішером і В. Фікентшером. Зокрема, на думку П. Фішера, в систему МЕП слід включати і норми внутрішнього права, які регулюють міжнародну господарську діяльність. А. В. Фікентшер, автор двотомної праці «Господарське право» (1983 р.), вважає, що будь-яка правова норма, пов'язана з міжнародною економікою, є нормою міжнародного економічного права.
З концепцією транснаціонального права у 1956 р. виступив американський професор Еф. Франклін, який висвітлив у своїй книзі транснаціональне право. Предметом регулювання, на його думку, були відносини, які виходили за межі державних кордонів.
Згідно з цією концепцією в систему міжнародного економічного права включаються не лише норми міжнародного публічного, а й міжнародного приватного права, національні норми, які регулюють міжнародні економічні відносини. Ця Концепція може критично сприйматися з таких міркувань. Передусім, не виключаючи можливості використання норм національного законодавства для регулювання відносин, наприклад, з приводу використання іноземної валюти, інвестицій, міжнародних перевезень та деяких інших, не можна стверджувати або брати як правило, що національно-правові норми є своєрідним інструментом регулювання міжнародних відносин. Скоріше можна говорити про те, що це є винятком із загального правила, оскільки абсолютна більшість міжнародних економічних відносин регулюються відповідними нормами і принципами міжнародного права. Це пов'язано з тим, що тут своєрідні суб'єкти правовідносин, а саме держави, їх угруповання, міжнародні організації, відносини між якими регулюються нормами міжнародного права і, зокрема нормами міжнародного економічного права. Це з одного боку.
У підручнику Д. Карро, П. Жююйар «Міжнародне економічне право» міжнародне економічне право розглядається у широкому та вузькому розумінні слова. У широкому значенні воно є сукупністю норм, що регулюють економічні операції будь-якого роду, за умови, що ці економічні операції виходять за межі правової системи однієї держави. Виходячи з такого розуміння угода щодо купівлі-продажу між особами, які знаходяться у різних державах, повинна регулюватися міжнародним правом. Автор не поділяє такого підходу, оскільки через необмежену сферу відповідних відносин неможливо зрозуміти зміст предмета регулювання. Виходить, міжнародне економічне право має охоплювати різнорідні правовідносини, в яких є як держава, так і суб'єкти. У такому випадку поняття «міжнародне економічне право» губиться в багатоманітності відповідних актів, що мають свої предмети регулювання і не взаємозв'язані між собою єдиною метою. У вузькому значенні міжнародне економічне право — це сукупність норм, що регулюють організацію міжнародних економічних відносин, головним чином макроекономічні відносини (протилежність відносинам мікроекономічним). За такого підходу, на думку авторів названого вище підручника, норми міжнародної торговельної системи будуть нормами міжнародного економічного права, а норми міжнародної купівлі-продажу — ні. Крім того, вони вважають, що використання норм національних правових систем у регулюванні сфери міжнародних правових відносин дає можливість назвати це право правом міжнародних економічних відносин.
З іншого ж боку, і в міжнародному праві існує категорія «імунітет держави», відповідно до якої держава звільняється від впливу правових систем інших держав, а також від впливу юрисдикційних (судових) органів іноземних держав.
Існувала свого часу і вітчизняна концепція. Уперше вона була розроблена й обґрунтована наприкінці 20-х років українським академіком Корецьким В.М., який розглядав міжнародне господарське (економічне) право як комплексну міжгалузеву дисципліну, яка регулювала міжнародні публічно-правові та цивільно-правові відносини. Він наголошував, що систему норм, якими регулюються світові господарські відносини, має дати міжнародне господарське право.
Питанням міжнародного економічного права присвятили свої праці такі вчені, як Г. І. Тункін, Є. Т. Усенко, Г. Є. Бувайлик, М. М. Богуславський, В. І. Лісовський, К. К. Сандровський, В. І. Муравйов та інші, які вважали, що міжнародне економічне право — це особлива галузь міжнародного публічного права.